# Tomáš Stúpala
Tomáš Stúpala (* 5. května 1966) je bývalý československý fotbalista, obránce.

## Fotbalová kariéra
Hrál za Slovan Bratislava (1984-1985), Duklu Banská Bystrica (1985-1987) a znovu za Slovan Bratislava (1987-1993). V československé a slovenské lize nastoupil ke 307 utkáním a dal 1 gól. V evropských pohárech nastoupil v 8 utkáních, v Poháru mistrů ve 4 utkáních, v Poháru vítězů pohárů ve 2 utkáních a v Poháru UEFA ve 2 utkáních. Vítěz Československého poháru v roce 1989. Za reprezentační B tým nastoupil v 1 utkání, za reprezentaci do 21 let v 1 utkání a za reprezentaci do 18 let ve 2 utkáních. Za slovenskou reprezentaci nastoupil ve 14 utkáních.